# 福島香々
福島 香々（ふくしま ここ、2006年12月22日 - ）は、日本の女性声優、歌手。埼玉県出身。エイベックス・ピクチャーズ所属。歌手としてはkoco名義で活動している。

## 略歴
高校1年生の頃、歌に興味があったことを機に養成所のヴォーカルコースに通っていたが、そこで芝居にも興味を持ったことから声優業を志す。2021年に公開されたアニメーション映画『あの夏のルカ』（日本語吹き替え版）のヒロインであるジュリア・マルコヴァルド役で初めてオーディションを受け、声優デビューを果たした。

## 人物
趣味はドラマ・映画鑑賞。また、脚本を購入していることから芝居や演出にも興味を持つ。

## 出演
太字はメインキャラクター。

### テレビアニメ
- 遊☆戯☆王ゴーラッシュ!!（2022年 - 2025年、王道遊歩[4] / ダークマイスター）
- にじよん あにめーしょん2（2024年）
- ラブライブ!スーパースター!!（2024年）

### ゲーム
- 遊戯王 デュエルリンクス（2024年、王道遊歩[5]）

### 吹き替え

#### 映画
- バイオハザード: ウェルカム・トゥ・ラクーンシティ（幼いクレア）

#### ドラマ
- トゥルー・スピリット（英語版）（幼いジェス）
- Best Foot Forward（ガブリエラ）
- コンステレーション（アリス）
- アバター：伝説の少年アン（カタラ）

#### アニメ
- あの夏のルカ（ジュリア・マルコヴァルド[6]）
- モンキー・キング（英語版）（リン）